# Miguel Aldama (Reforma)
Miguel Aldama es una localidad del municipio de Reforma ubicado en el noroeste del estado mexicano de Chiapas.

## Geografía
La localidad de Miguel Aldama se sitúa en las coordenadas geográficas 17°48′06″N 93°19′01″O / 17.801667, -93.316944, a una elevación de 41 metros sobre el nivel del mar.

## Demografía
Según el Conteo de Población y Vivienda 2020, efectuado por el Instituto Nacional de Estadística y Geografía, la localidad de Miguel Aldama tiene 86 habitantes, de los cuales 45 son del sexo masculino y 41 del sexo femenino. Su tasa de fecundidad es de 2.06 hijos por mujer y tiene 37 viviendas particulares habitadas.
| Gráfica de evolución demográfica de Miguel Aldama entre 1950 y 2020 |
|                                                                     |
| INEGI.                                                              |